# Kyle Davis
Kyle Bradley Davis (ur. 9 lipca 1978 w Downey w stanie Kalifornia) – amerykański aktor.

## Filmografia

### filmy fabularne
- 2002: Za kółkiem (Wheelmen) jako Logan
- 2002: Morderstwo w sieci (My Little Eye) jako policjant
- 2002: Złap mnie, jeśli potrafisz (Catch Me If You Can) jako Kid
- 2002: Crossroads – Dogonić marzenia (Crossroads) jako hiphopowiec
- 2007: Resurrection Mary jako Peter Johnson
- 2007: Autostopowicz (The Hitcher) jako sprzedawca w sklepie
- 2007: Przed ołtarzem (Kiss the Bride) jako oficer Harley
- 2009: Piątek, trzynastego (Friday the 13th) jako Donnie
- 2014: Epicentrum (Into the Storm) jako Donk

### seriale TV
- 2007-2010: U nas w Filadelfii jako Lil Kevin
- 2008: Wzór jako Evan Ricci
- 2009–2011: Southland jako sprzedawca
- 2011: Dexter jako Steve Dorsey
- 2011: American Horror Story jako Dallas
- 2011: To tylko seks jako Todd
- 2011: Enlisted jako PFC Dobkiss